# Nordkapp
Nordkapp là một đô thị thuộc hạt Finnmark của Na Uy. Khu tự quản Nordkapp thuộc hạt Finnmark. Khu tự quản này có diện tích km2, dân số là người. Thủ phủ đóng tại.